# Historia Komańczy

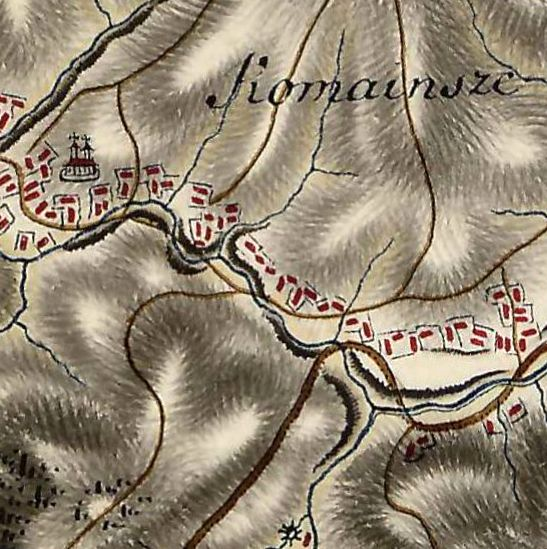
Komańcza na mapie z 1787

W II w. istnieją ślady bytności Celtów w Bieszczadach i dowody szlaków handlowych (zapewne kupców rzymskich wędrujących po bursztyn) przez Karpaty. Świadczą o tym znaleziska monet rzymskich z II w. W VI w. – pojawili się nowi osadnicy – Słowianie.
Komańcza i pobliskie tereny – przed rokiem 991 należały do państwa Mieszka I. Tereny te zajęte zostały przez Wielkiego Księcia Kijowskiego Włodzimierza. Potem na krótko tereny te wróciły do Polski (za czasów Bolesława Chrobrego). Od X do XIV w. owe ziemie stanowiły przedmiot sporu. Za sprawą króla Gejzy II włączyli się do niego również Węgrzy. Według niektórych źródeł w 1150 roku zajęli ten obszar Połowcy (zwani też Kumanami lub Komanami), którzy w tym okresie tu się osiedlili.
Miejscowość często była niszczona przez Tatarów i napady zbójeckie. W 1349 Kazimierz Wielki, przyłączył Ruś Czerwoną do Polski. Początkowo nazywać się miała Krzemienna, ale z czasem przyjęła się nazwa Komańcza. Od XV w. panowały tu rody Bobolów herbu Leliwa, a potem Kumanieccy, też posługujący się tym herbem. Wieś położona jest na szlaku osadniczym polskim, kolonizowanym wtórnie przez Wołochów, i była lokowana na prawie wołoskim w II poł. XVI wieku. W 1512 roku Mikołaj Kamieniecki założył wieś Komańczę (osadę Komanów) na prawie wołoskim. Lustracja królewszczyzny z 1565 roku stwierdza, w Komańczy, 21 rodzin obrabiających 11 i 3/4 łana ziemi. Po napaści w 1657 r. wojsk Jerzego II Rakoczego Komańcza została znacznie zniszczona. W XVIII w. Kumanieccy z Kulczyc, wznieśli tu drewniany dwór, za zasługi wojenne zostali nobilitowani i przyjęci do herbu Leliwa. Oni też w XVIII wieku wybudowali na nowo w tym miejscu murowany dwór, który uległ zniszczeniu w 1946 roku przez UPA – jak i znaczna część wsi.
W latach 1340–1772 wieś w ziemi sanockiej w województwie ruskim. Następnie w latach 1772–1852 znajdowała się w cyrkule leskim, później sanockim. W początkach maja 1849 roku, w czasie Wiosny Ludów rozegrała się tu zwycięska bitwa partyzantów polskich nad wojskami Austrii. W połowie XIX wieku właścicielem posiadłości tabularnej w Komańczy był Alfred Lubaczewski. Od 1867 w powiecie sanockim w Galicji. W XIX w. i w pocz. XX w. Józef Marian Potocki (1868-1918) był właścicielem dóbr w Komańczy. Do 1914 powiat sądowy w Sanoku, gmina Bukowsko. W roku 1898 wieś liczyła 916 osób oraz 130 domów, powierzchnia wsi 11,12 km², obszar dworki wsi Komańcza liczył 139 osób oraz 12 domów. Wieś zamieszkiwana była głównie przez społeczność rusińską, polską oraz żydowską. W roku 1900 wieś liczyła 956 mieszkańców.
W 1905 Józef Mikołaj Potocki posiadał we wsi obszar 763 ha.

## I wojna światowaw Komańczy
Ciężkie walki prowadzone w Komańczy przez wojska rosyjskie i austro-węgierskie w okresie półrocza tj. od drugiej dekady listopada 1914 roku do końca pierwszej dekady maja 1915 roku. W wyniku ostrzałów i walk, kilkakrotnie zmieniało się położenie linii frontu. Komańcza przechodziła „z rąk do rąk”. Spowodowało to znaczne zniszczenia i straty materialne i ludnościowe Komańczy a tereny te nazwano doliną śmierci.
W pierwszych dniach listopada 1918 ukraińska ludność z Komańczy oraz okolicznych miejscowości opanowała linie kolejowe od Zagórza do Łupkowa oraz od Zagórza do Chyrowa, oraz ogłosiła powstanie Republiki Komańczańskiej, na czele której stanął jako prezydent Andrij Kyr.
22 stycznia 1919 wieś została zdobyta przez 3 Batalion Strzelców Sanockich oraz inne polskie oddziały wojskowe, które walczyły tu z oddziałami Ukraińskiej Armii Halickiej.

## II wojna światowa
Do 12 września 1939 roku na obszarze powiatu sanockiego województwa lwowskiego, wieś stanowiła garnizon macierzysty Batalionu KOP „Komańcza”. W 1939 r. Batalion KOP „Komańcza” w ramach 2 Pułku Piechoty KOP „Karpaty” toczył walki obronne. 12 września 1939 – po agresji Niemiec na Polskę wkroczyły do Komańczy jednostki Wehrmachtu, radośnie witane przez ukraińską ludność, nacjonaliści z udziałem kleru ukraińskiego urządzali tzw. pogrzeby Polski.
W roku 1942 wieś znalazła się w kręgu zainteresowań misji badawczej prowadzonej przez sekcję rasową i ludoznawczą Institut für Deutsche Ostarbeit z Krakowa. Badania prowadzono m.in. w miejscowościach Sanok, Nowotaniec, Mymoń, Besko i Czerteż. W Komańczy badania medyczne prowadziła m.in. dr Elfriede Fliethmann.
W lesie Orławica hitlerowcy rozstrzelali 26 Romów, a we wrześniu 1943 roku trzech miejscowych Żydów. Prawie wszystkich Żydów wywieziono do obozu zagłady w Zasławiu.
Okupację niemiecką Komańczy zakończyli 24 września 1944 roku żołnierze radzieccy z 107 Korpusu Strzeleckiego dowodzeni przez gen. D. Gordiejewa i 11 Korpusu Strzeleckiego dowodzeni przez gen. M. Zaporoszczenkę. Oba korpusy należały do 1 Gwardyjskiej Armii.
W latach 1945–1946 nacjonaliści ukraińscy z OUN-UPA zamordowali we wsi 11 Polaków. 20 marca 1946 dwie sotnie UPA zaatakowały oddział 38 Komendy Wojsk Ochrony Pogranicza, który wyruszył z Komańczy na pomoc strażnicy w Jasielu. W walce zginęło lub zostało zamordowanych po wzięciu do niewoli 65 żołnierzy i milicjantów. Ich ciała, odnalezione we wsi Wisłok Wielki, pochowano na cmentarzu w Zagórzu.